# آنتون متکوویچ
آنتون متکوویچ (انگلیسی: Anton Matković؛ زادهٔ ۱۹ فوریهٔ ۲۰۰۶) بازیکن فوتبال اهل کرواسی است که در حال حاضر برای باشگاه فوتبال اوسیک بازی می‌کند.

## دوران باشگاهی
آنتون متکوویچ کار خود را با باشگاه‌های کوچک زادگاهش - بودایکا-کولونیا و ژلژنیچار اسلاونسکی برود آغاز کرد. او سپس در سن ۱۰ سالگی به آکادمی مارسونیا پیوست و به مدت ۶ فصل در آنجا ماند، سپس در اوت ۲۰۲۲ به اوسیک منتقل شد. در ۸ نوامبر ۲۰۲۳، او به عنوان بازیکن تعویضی در یک شکست ۱–۰ مقابل هایدوک اسپلیت در لیگ حرفه‌ای خود بازی کرد. در ۲۵ نوامبر ۲۰۲۳، او نخستین گل خود را به عنوان بازیکن بزرگسال به ثمر رساند و از روی نیمکت به میدان آمد تا در برابر دینامو زاگرب گلزنی کند.

## دوران ملی
وی همچنین در تیم‌های ملی فوتبال زیر ۱۷ سال، زیر ۱۸، زیر ۱۹ و زیر ۲۱ سال کرواسی بازی کرده است.